# Pavillon tacheté
Scatophagus argus
Pour les articles homonymes, voir Argus vert et Scatophage.
Espèce
Statut de conservation UICN

 LC  : Préoccupation mineure
Le Pavillon tacheté (Scatophagus argus), aussi appelé Argus vert, ou Scatophage, est une espèce de poissons appréciée en aquarium.

## Description
En aquarium, il mesure de 15 à 20 cm ; dans son biotope naturel, par exemple dans l'estuaire du Mékong, il peut dépasser les 30 cm de long.
Son corps est haut et fortement comprimé latéralement. Il est de teinte grise avec des points noirs sur tout le corps. 
Il broute des algues.

## Habitat et répartition géographique
Le pavillon tacheté vit dans les estuaires.
Originaire du bassin Indo-Pacifique, on le trouve au Japon, en Nouvelle-Guinée et au sud-est de l'Australie.

## Synonymes latins
- Cacodoxus argus
- Chaetodon argus
- Chaetodon atromaculatus
- Ephippus argus

## Sous-espèces
- Scatophagus argus argus : Indonésie et Philippines[3]
- Scatophagus argus atromaculatus : Sri Lanka, Nouvelle-Guinée et Australie[3]